# Xixuthrus gressitti
Xixuthrus gressitti es una especie de escarabajo longicornio del género Xixuthrus, categorizada en la tribu Macrotomini, de la subfamilia Prioninae. Fue descrita por Marazzi, Marazzi & Komiya en 2006.

## Descripción
Mide 87-89 mm de longitud.

## Distribución
Se distribuye por Papúa Nueva Guinea.